# مفصل وتدي
المَفْصِل الوَتَدِيّ (بالإنجليزية: Gomphosis)‏ أو المَرْتَج أو المَفْصَلٌ الوَتَدِيٌّ الليفِيّ ، يُعرف أيضاً باسم مفصل سنخي سني (بالإنجليزية: dentoalveolar joint)‏. هو المفصل الذي يربط الأسنان لمآخذ العظم (الأسناخ السِنّية Dental alveolus) في الفك العلوي و الفك السفلي.
رباط اللثة أو رباط دواعم السنّ (Periodontal fiber) هو الوصلة الليفية بين الأسنان وسنخ السن (بالإنجليزية: tooth socket)‏ ، ويكون الرباط على وجه التحديد بين الفك العلوي أو الفك السفلي إلى ملاط الأسنان.
المفصل الوتدي هو المفصل الوحيد الذي لا يلتحم فيه عظم مع عظم آخر، لأن الأسنان ليست عظاماً (من الناحية الفنية). في التصنيف التشريحي الحديث، ويعتبر المفصل الوتدي مجرد مفصل ليفي لأن الأنسجة التي تربط الأجزاء فيه هي: أربطة.
والمفصل الوتدي هو مفصل ليفي متخصص، يُلائم فيه بروز مخروطي الشكل في أحد العظمين حفرةً في العظم المقابل. وتكون فيه كمية صغيرة من الأنسجة الليفية تربط العظام معا. لا تكون الحركة ممكنة في هذه المفاصل.

## حركة المفصل الوتدي
حركة المفصل الوتدي صغيرة، مع أنه يمكن الحصول حلى حركة كبيرة مع مرور الوقت، وهذا هو أساس استخدام جهاز المثبّت لإعادة ترتيب الأسنان، والمثبّت هو جهاز متحرك يقوم بالاحتفاظ بالوضع النهائي للأسنان لحين تكوين وتكيّف الأنسجة المحيطة بالأسنان. ويعتبر هذا المفصل موصل ليفي.

## معرض الصور

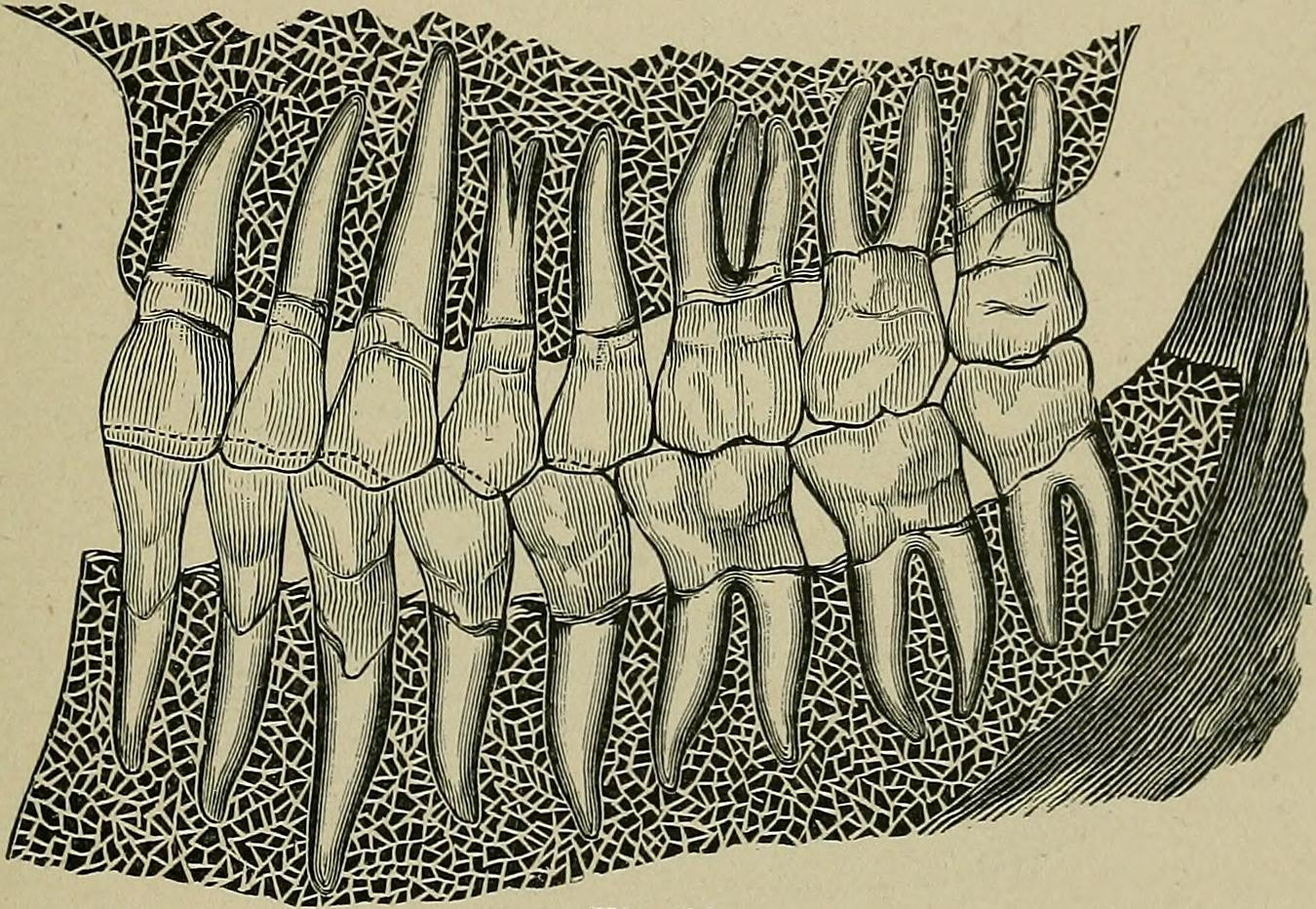
مسببات التشوهات العظمية في الرأس والوجه والفكين والأسنان (1894).